# 都市传说列表
都市传说是指以現代日常生活為背景，以新奇、怪誕或嚇人情節為主要特色的短篇幅民間故事、傳說，但网络謠言不一定是都市传说。本列表列出一些著名和常見的都市傳說：

## 各地传说

### 中国大陆
- 打生樁：近代早期在全国各地广泛流传着修大桥要把活人埋葬于桥下，才能保证桥身稳固的说法。比如衡阳老人刘富春回忆，1932年蒸水上的青草桥在重修，衡阳城就流传着政府要拿活人去埋在桥基的谣言，导致全城恐慌[1]。
- 上海延安路高架龍柱：施工時遇到了打不下地桩的问题，开始怀疑是风水或者龙脉，完成施工后装上了龙型纹饰被认为是请神明帮助，但被施工队否认。[2]
- 廣州荔湾广场：相傳在建造時曾挖出八副棺材，從此該大廈落成後每年都會有8人喪命，且跳樓自殺事件頻傳。其樓頂上用草書書寫的“荔湾广场”四字，如果入夜后站在某個角度，可能被误看成荔湾尸场。[3]
- 雙魚玉佩傳說：新疆罗布泊有一批游荡的精神失常怪人称为沙民，他们精神亢奋但不久后都暴毙，經檢查胃部後發現他們食用了一種有毒植物。且有些人器官左右相反，最后甚至发现有两尸体长得一模一样而器官位置相反。[4]

### 香港
- 辮子姑娘：1960年代開始，香港中文大學就一直流傳著「辮子姑娘」女鬼的傳說。據說一名中大男學生，於夜間在校園內的一條小徑返回宿舍途中，看見路邊有一名紮辮子的少女在哭泣，男生於是走近想問個究竟，怎料女子回頭面向男生，她的正面也和背面一樣，只有一條辮子，男生即場嚇暈了。從此，這條小徑就被該校學生稱為「辮子路」[5]。
- 雞人：傳言1930年代時，高陞戲院後巷有一個小帳幕，每晚都會上演殘忍的「雞人表演」，拐子佬拐帶一些約大不過5至6歲的小孩，然後把他們毒打至遍体鳞伤、割掉手腳舌頭、用刀把臉皮割至皮開肉裂，再在全身插滿雞毛，作展品展覽，吸引觀眾買票觀看[註 1][6]。
- 海洋公園纜車墜崖：傳言海洋公園在開幕初期，曾有一架登山纜車失事墮崖，車廂內一家四口就此罹難，事件被園方掩蓋[註 2][7]。
- 鰂魚涌神秘壁畫：鰂魚涌康怡廣場附近一幅護土牆上端位置有繪上建築物、海港和渡海小輪的壁畫，謠傳壁畫所在位置在香港日佔時期為亂葬崗，旁邊警局過往更經常鬧鬼。但後證實為東區區議會某壁畫創作比賽作品。[8]
- 香港地鐵的5個長傳都市傳說，主要圍繞着部分車站的奇怪設計和人們對它所作出的靈異聯想[9]。
- 西貢結界：西貢半島大蚊山一帶多次出現遠足人士失蹤事件，令市民稱這一帶有結界。

### 澳門
- 人肉叉燒包：在1985年，八仙飯店滅門案發生後。澳門坊間就對該滅門案傳的是沸沸揚揚，兇手割腕自殺後就傳出「人肉叉燒包」的傳說，當時坊間相信兇手為了毀屍滅跡而將殺害的一家全部做成了人肉叉燒包而從而達到了毀屍滅跡。曾導致了許多人開始不吃叉燒包，認為澳門的叉燒包就是被殺害的九口人家。1993年該事件被改編成電影《八仙飯店之人肉叉燒包》[10]。

### 台灣
- 紅衣小女孩：一個家族聯袂出遊，在台中市北屯區大坑風景區山上郊遊時以DV拍攝影片，其中一個人於遊玩後病故，檢視影片中一名紅衣小女孩站在那位病故者後方，成為知名靈異故事。2015年改編為電影紅衣小女孩。[11]
- 人面魚：1990年代初間在臺灣中南部廣為流傳，稱有人在高雄縣岡山鎮（今高雄市岡山區）的溪裡（另一說為嘉義市蘭潭）釣到會說人話的魚（另一延伸版本稱烤熟的魚被撥開時出現並以台語問道「魚肉好吃嗎」的老婦人面孔），且當事人事後接二連三橫死的怪談型都市傳說。[12]
- 幽靈船：1995年臺中市衛爾康西餐廳發生大火，64人死亡。後傳在事件現場上空發現載着死者靈魂的幽靈船。有人說，幽靈船載滿100個人才會離開，因此幽靈船往台灣第二大城高雄市航行，本來選中漢神百貨，後來慘遭祝融的卻是大統百貨。[13]
- 台北君悅酒店：據說台北君悅大飯店的原址為日治時期的亂葬崗，建築物外型看似墳墓[14][15]。盛傳酒店選址於日治時代的刑場，懷疑有陰魂不散而鬧鬼，有指酒店內放置了佛經及符咒等來鎮鬼。根據Hotels.com，被評為十大猛鬼酒店之一。[16][註 3]

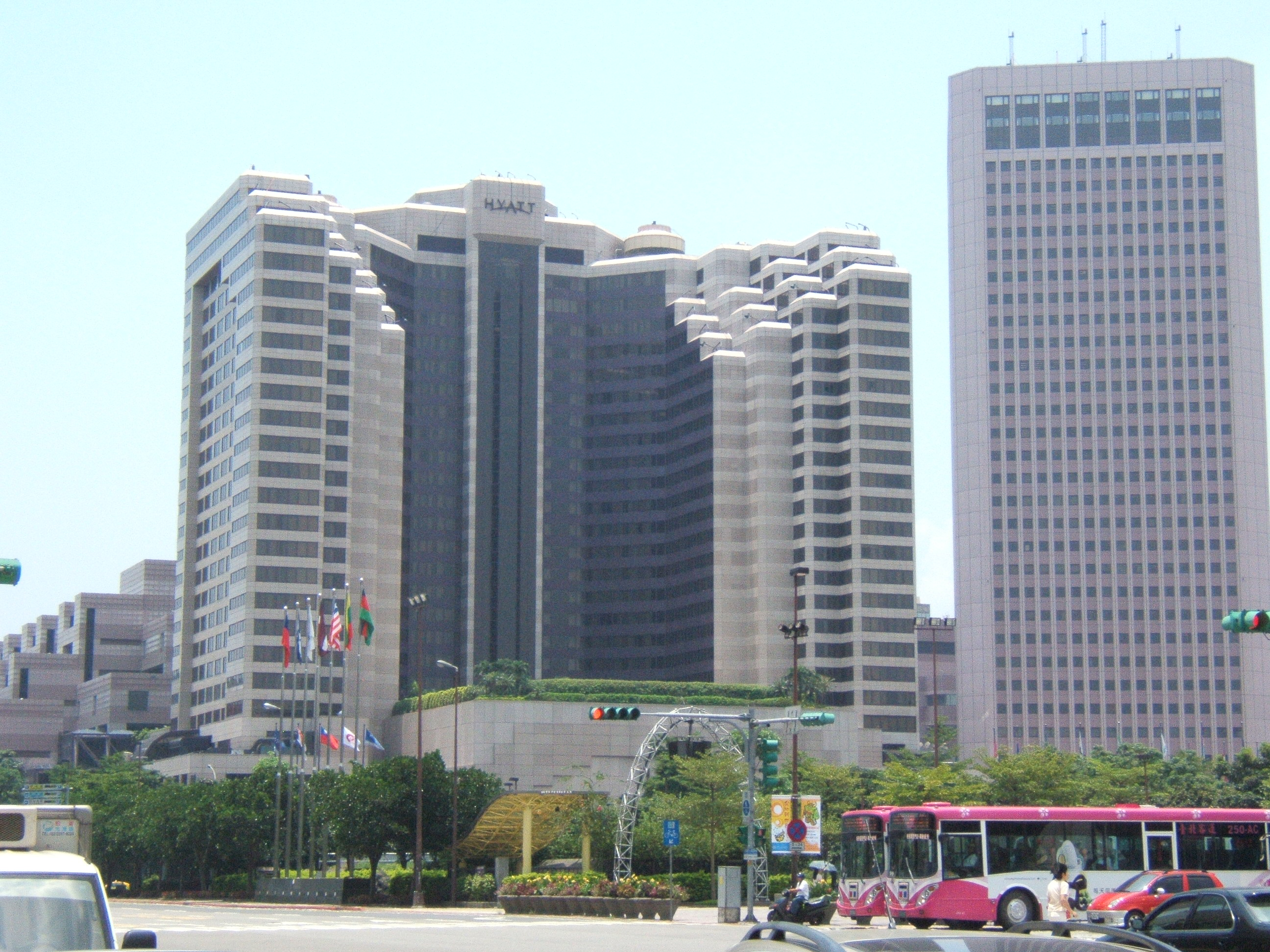
台北君悅大飯店

- 蘭潭水怪：也稱蘭潭魚精，據說蘭潭有一隻水怪（大魚精），若釣到大魚，魚精要討交替，就會有人溺斃。[17]
- 紙娃娃：晚上要收到盒子或抽屜裡壓好，否則會四處遊走，或是鬼月之前，要將紙娃娃全部火化，否則紙娃娃會被鬼魂附身造成危害。[18]
- 廁所怪談：有兩個主要模式，一個是「馬桶中有手突然伸出來」，另一個則是「有臉突然出現」[19]。
- 雪山魔女：據說在雪山山上有個女鬼會把登山的人誘導進深山山林裡失蹤，通常出現在雪山的黑森林（全台海拔最高的冷杉純林）中，她會向經過的登山者揮手或是搭話，如果登山的人回應她或靠近她的話，就會被她迷惑、恍神並跟著她進入更深處的山林中消失不見，據說曾經有人被雪山魔女帶走後遍尋不著，最後只在溪流對岸的絕壁上發現他的腳印；不過也有傳說認為雪山魔女有時也不會立刻帶走被害者，而是在晚上的時候前往附近的山莊呼喚對方、讓對方跟著自己走山而失蹤，據說只有受害者可以看到她並聽到她的聲音、而其他人只能聽到腳步聲。[20][21]

### 日本
- 高速婆婆：像老太婆的样貌在高速公路出现，在高速公路用极快的速度奔跑，最高时速有140公里[22]。
- 廁所裡的花子：這则故事有着不同版本——一說認為花子是二戰時期的學生，在捉迷藏時不幸死於空袭；另有一說認為她在學校被父母或陌生人殺害；此外亦有說法指花子是在學校自殺。
- 裂嘴女：根據較為流行的說法，她是個擁有一頭黑色長髮，皮肤苍白的女性。她常以口罩等物矇着裂口，隨身带着一些利器[23][24]。
- 八尺大人：根據貼主的說法，八尺大人是個身穿白色連衣裙，在某個鄉村出沒的女妖怪。她會一邊走路一邊發出「啵啵啵」的聲音。生活在該條郷村的人都十分害怕她，因為她會迷惑小孩，然後把他們殺掉[25][26][27]。

### 朝鲜
- 卵鬼神（日语：卵鬼神）：在朝鲜学校怪谈里的妖怪，四肢细瘦，躯体像蛋。会倒立步行，且会从厕所的门下面偷窥[28]
- 处女鬼神（日语：処女鬼神）：在韩国民间传说与都市传说的未婚女性的鬼魂，[29]其形象为穿着被称为“素服”（소복）的白色韩服的女性。[30][31]

### 南亞
- 古曼童：起源於一種死靈法術，它們來自於死產的胎兒，經由一些儀式，這些屍體被製成的乾屍[32]。
- 新加坡旧樟宜医院：建于1930年代，曾是军营，后来在太平洋战争期间被日军用做医院。从1940年代末，医院的工作人员就开始听到奇怪的声音[33]。
- 虎豹别墅：一个关于民间传说和神话故事主题公园，謠傳的鬼故事[34]
- 炸鱼饼阿姨[35]
- 龐蒂雅娜：龐蒂亞娜是馬來西亞傳說中的吸血鬼[註 4][36]。
- 油鬼仔：油鬼仔被認為是一種與惡魔締結了契約並進行儀式後可得到的巫術力量[37]。

- 山下寶藏：傳說战败前，山下奉文奉秩父宮雍仁親王令，在菲律賓祕密埋下了作戰行動用的資金（山下寶藏）175處，引起過一些尋寶傳聞，終為菲律賓抗日強人馬可仕所獲（麥克阿瑟可能也有所得），亦成為M資金一類詐騙案的背景。第1艘載50噸黃金成功運回日本，成為日本敗戰後經濟再起資金；第2艘阿波丸自菲律賓出發，舶靠於福建返日途遭美軍擊沉於福建外海。

### 欧美
- 納粹飛碟：在第二次世界大戰期間，納粹德元首阿道夫希特勒想對付第二次世界大戰同盟國盟軍令納粹德國扭轉敗局，下令納粹德國科學家秘密研製的一種圓碟形狀的飛行器，此理論曾被Discovery拍成紀錄片《真實的飛碟》，而科幻電影鐵幕蒼穹也以此為主線[38]
- 納粹黃金列車：第二次世界大戰結束前夕，納粹德國在波蘭西南部埋下一列載滿黃金的火車的都市傳說[39]。
- 搭便車的人：常是卡车司机或驾车旅游的家庭在路上遇到要搭顺风车的修女，过后不久，人们便会发现修女莫名消失[40]。
- 傑夫殺手：在白天会躲在衣柜里，一到夜晚时便从衣柜走出来[41]。
- 彈簧腿傑克：英国维多利亚时代开始了流传的都市传说。有关他最早的目击纪录据称是在1837年，之后英格兰各地，从伦敦到雪菲尔和利物浦都有报告，在郊区和英格兰中部尤被盛传，1850年代至1880年代达到高峰[42]。
- 瘦长人：美國各地流傳的都市传说，據說夢見他隔天便會離奇失蹤。據傳此傳說容易發生在小孩的身上[43]。恐怖遊戲瘦长鬼影:八页纸（英语：Slender: The Eight Pages）是根據此傳說構築而成。
- 天蛾人[44]。
- 泰坦尼克号幸存者：1990年，有艘叫福斯哈根号的拖网船在冰島海域救起一名穿着20世紀初期的英式服装、全身湿透的29岁妇女。女子自稱「文妮·考特」，是泰坦尼克号上的逃生乘客。女子是穿過時光隧道來到現代[45]。但泰坦尼克号的旅客名單根本無此女子[46]，另一則是改為救起泰坦尼克号史密斯船長。而實際上該傳奇出處是科幻小說雜誌[47][48][49]。
- 《憂鬱的星期天》，也譯作《黑色的星期天》：數以百計的人在聽了它後結束了自己的生命[50][51]。
- 血腥瑪麗：據傳在鏡子前叫三次她的名字，就會出現在鏡中，如果召喚成功可以預見未來[52]。
- 盲人少女（BlindMaiden）：西班牙流传的一个网址式都市传说。据传闻，只能在一个看不见月亮的午夜12点钟。并且独自一人把家中所有的灯关闭，打开电脑输入该网址便可看见[53][54]。

- 微波貓：故事描述美國有一位老奶奶將洗完澡的寵物貓咪放入微波爐中烘乾，結果把貓烘死，之後老奶奶上法庭控告微波爐公司並勝訴。

## 著名都市傳說
- 幽靈手機號碼：世界性的都市傳說，在歐美乃至世界各地流傳。據傳電話號碼皆是以全部或後面為同一個數字（例如“6”[55]或“0”[56]），而另外也包括了接聽後的死亡威脅[55]。而該都市傳說最早可追溯至2000年初的保加利亞，當時有一組手機號碼為“0888 888 888”，該手機號碼最初為一位保加利亞電信公司執行官所使用，並在之後在經過多方的轉手使用後均死於非命。而在多年以後的2010年由於號碼處於休眠狀態後最終被下線[57][58]。
- 巫妖時刻（Witching Hour）：在歐美地區流傳著一個都市傳説，被稱為“3AM”，或者另外亦有版本為“3:33AM”。当地流传该时间点是凌晨最陰暗的時刻，尤其在凌晨三點或凌晨三點三十三分的時候更是鬼魔夜行的時間。亦有説法聲稱在凌晨三點不應該起床，否則會感到身體發涼，而且該時間點在西洋地區也通常會被視為魔王撒旦出沒的時間，凌晨三點被認為魔鬼橫行的時間的原因是根據《聖經》的記載，耶穌基督於下午三時在十字架上捨生，這個時間點被認為是主的時刻（Lord’s Hour）[59]，相對而言，凌晨三點被稱為魔鬼的時刻（Devil’s Hour）一事被認為是對基督受難這一事蹟的一種故意的嘲諷和扭曲[60]。
- 紅房：英語名為“Red Room”，別稱“红屋子”或“红色房间”。这个名詞。網絡上流傳称人们可以在暗网上找到的谋杀直播。該詞為根据日本动画和同名都市传说创造而来。據考證然表明所有相关的报告都只是恶作剧[61][62]。